# 에일린 에이프릴 보일랜
에일린 에이프릴 보일랜(Eileen April Boylan, 1987년 5월 10일 ~ )은 미국의 배우, 텔레비전 배우, 영화배우이다.

## 영화
- 메이킹 체인지 (2012년)
- 그릭 1 (2007년)
- 슬립오버 (2004년) - 젠나 역
- 우리 생애 나날들 (1965년)